# Tecnologia digital

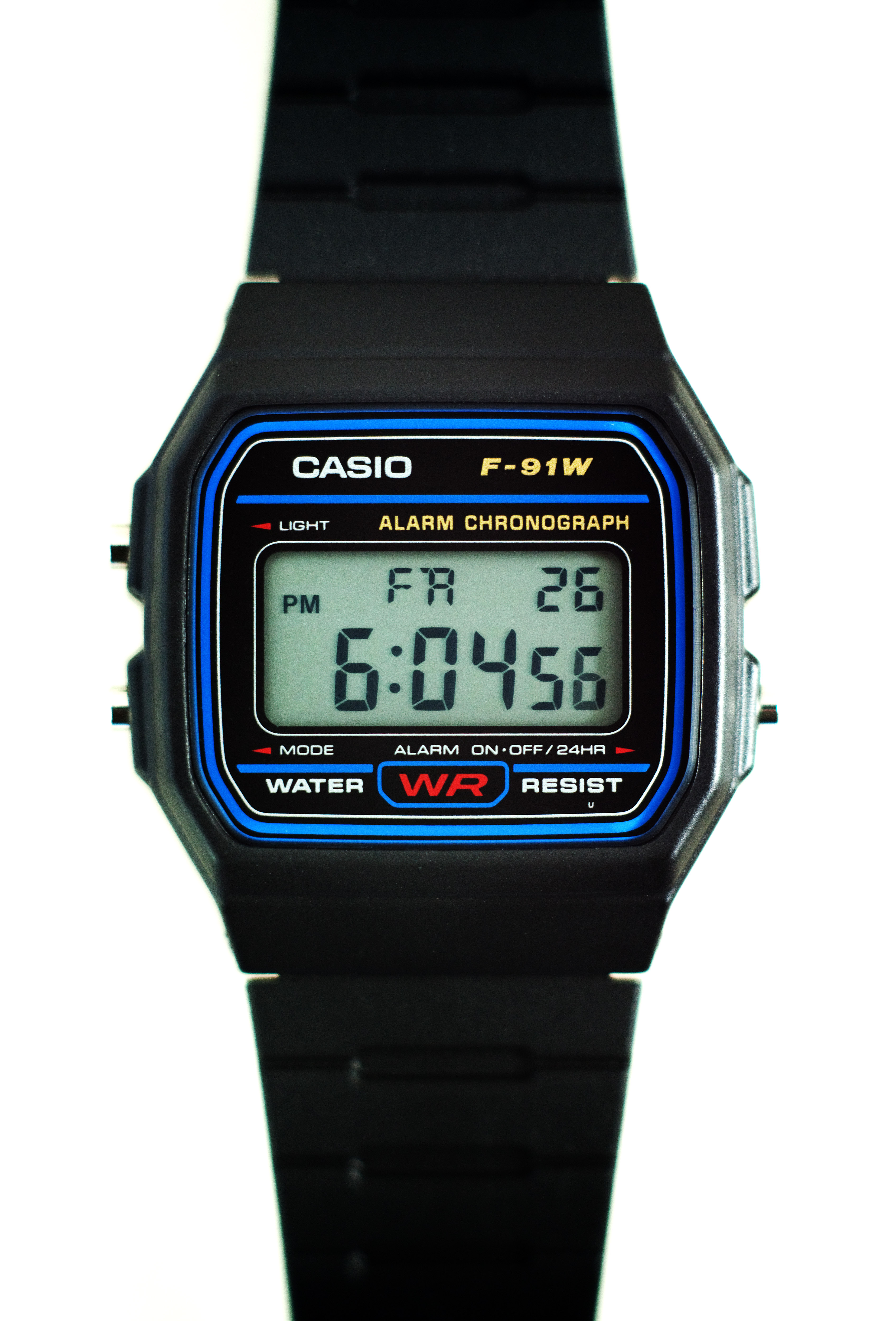
Imatge exemplar d'un rellotge digital.

La tecnologia digital és un factor que va fer la seva aparició recentment a la història de la humanitat. A l'hora d'entendre el concepte és necessari analitzar les mateixes paraules que el formen: tecnologia és "la ciència que tracta de les arts industrials, de tal manera que ve a ser com la teoria de la indústria pràctica" i l'adjectiu digital es refereix a "dit dels sistemes de transmissió o de tractament de la informació en què les variables són representades per caràcters (sovint dígits o xifres) d'un repertori finit." Per tant, podem arribar a la conclusió que la tecnologia digital fa referència al conjunt de procediments i estudis que són necessaris per poder realitzar avenços científics que són expressats en dígits.
Aquesta disciplina ha estat durant aquestes últimes dècades el protagonista més important dins de tots els descobriments tecnològics moderns que s'han pogut realitzar. La seva funció principal és que millorar la vida de l'ésser humà a la terra a partir de diferents eines i recursos científics que permeten elaborar productes tecnològics. D'aquesta manera això produeix que el nostre món totalment mecànic i analògic passi a regnar-se per tot allò digital, el qual ens permet expressar la nostra realitat a partir de números (0 i 1), considerada una forma molt més fàcil.

## Història de la tecnologia
Les fases d'evolució d'aquest àmbit que ens permet entendre història de la tecnologia són:
- Tecnologia primitiva
- Tecnologia artesanal o manufacturera
- Tecnologia mecanitzada o industrial
- Tecnologia automàtica
- Tecnologia ètica o de sosteniment[3]

## Tecnologia analògica i Tecnologia digital
La tecnologia digital i la tecnologia analògica tenen grans diferències i aquestes han impactat molts àmbits del món modern. Per tal de saber aquest impacte és necessari trobar les grans diferències que comporten aquests dos sistemes tan diferents.

### Tecnologia analògica

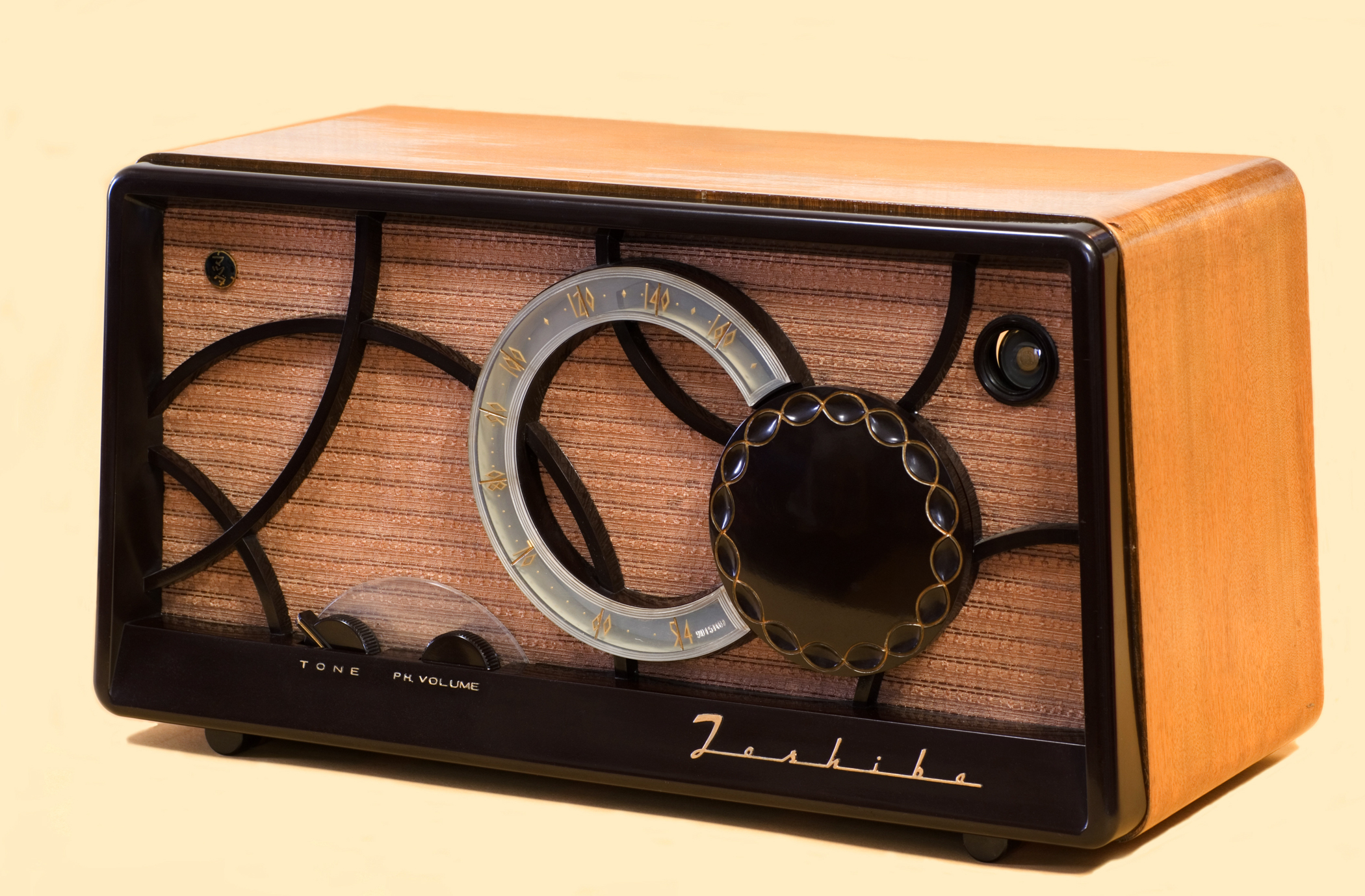
Una ràdio antiga del model Toshiba Vaccum tube Radio.

Aquest tipus de tecnologia es caracteritza per realitzar l'emmagatzemament i la transmissió d'informació a partir de variacions de freqüències o amplitud de senyals elèctriques. El senyal que envia l'aparell és continu i passa d'un valor a la mateixa vegada que els recorre a tots. A més, generalment, les dades analògiques són molt difícils de calcular, manipular i emmagatzemar. Per tant, un sistema serà analògic quan les magnituds de la senyal es representen a partir de variables contínues. També és necessari mencionar el fet que els dispositius analògics manegen quantitats físiques representades en forma analògica.
Exemples d'aparells analògics:
- Ràdio
- Voltímetre
- Rellotge mecànic

### Tecnologia digital

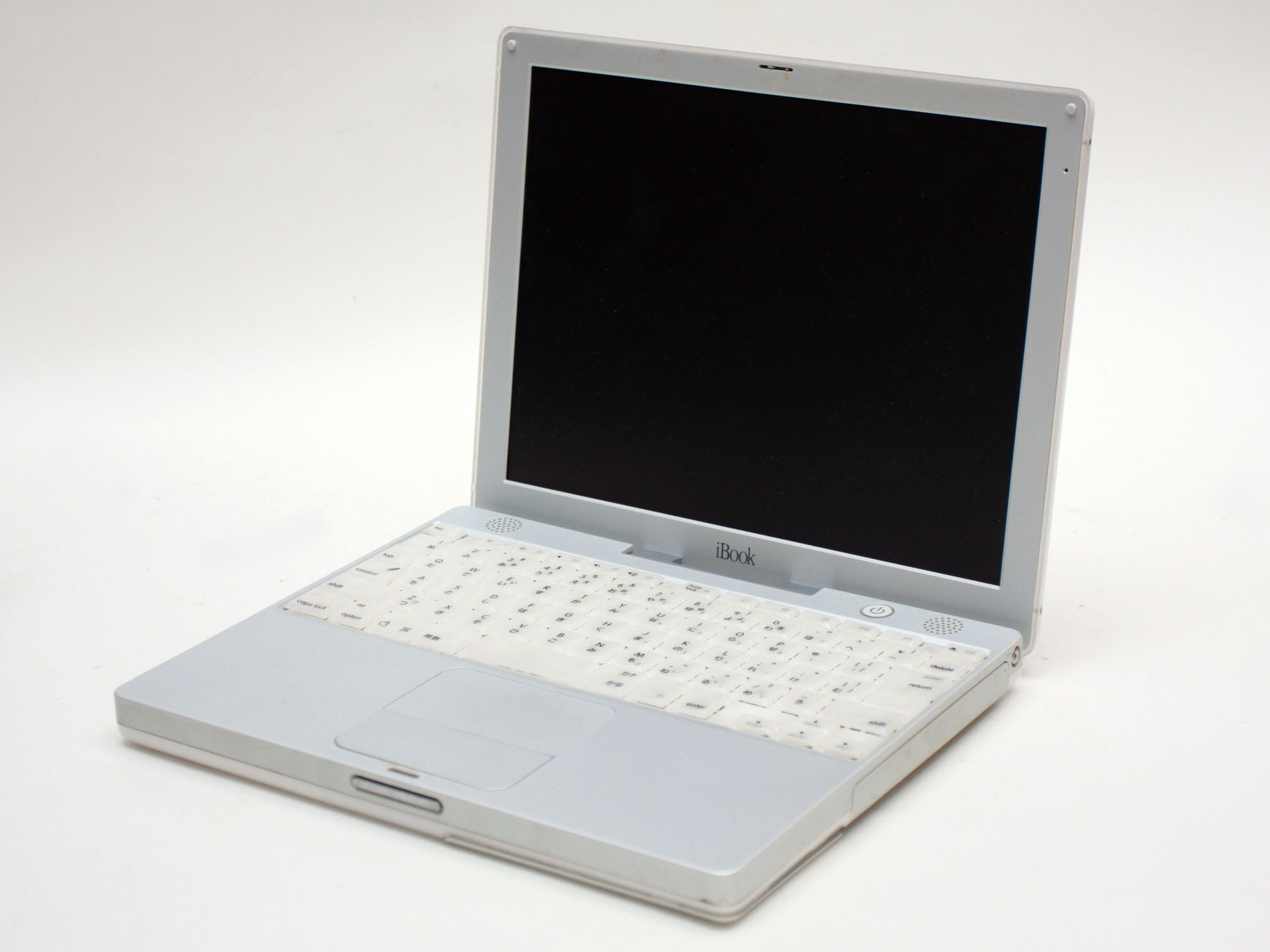
Exemple d'un ordinador portàtil d'Apple.

La tecnologia digital, a diferència de l'analògica, són un conjunt de procediments i estudis que són necessaris per poder realitzar diferents descobriments científics i tecnològics, els quals són expressats en números. Aquest tipus de tecnologia permet realitzar salts entre els punts intermediaris, és a dir, es tracta d'un senyal discontinu i que utilitza dos valors: 0 i 1. L'ús d'aquestes tecnologies permet generar impulsos elèctrics d'alta tensió o de tensió baixa. A més, permet manipular les dades i la informació digital de forma exacta, precisa, com a mínim de marge d'error, i de forma contínua.
Exemples d'aparells digitals:
- Ordinador portàtil
- Telèfon intel·ligent
- Càmera digital

## Impactes en el món modern
Els impactes en el món modern de la tecnologia digital es pot presenciar en molts factors del dia a dia. Aquest gran descobriment ha causat que tot allò que forma el món en el qual vivim sigui més ràpid i productiu. Gran part dels aparells que s'utilitzaven abans, com per exemple els cassets musicals, han quedat al passat a causa de l'aparició dels televisors o els reproductors de música digitals, aparells que ens permeten emmagatzemar milions de cançons en el nostre telèfon mòvil. Un altre gran exemple serien els jocs analògics els quals van quedar a l'ombra dels videojocs actuals, que han acostumat a la societat a situar-se a l'interior per divertir-se a través de les consoles. Per acabar, cal mencionar que l'aparició de xarxes socials, aquells elements que a partir d'un inici de sessió és possible connectar amb gent arreu del món a través de qualsevol dispositiu digital.
Per acabar, abans de deixar aquest apartat com acabat cal mencionar una cita que resumeix molt bé una conclusió de l'impacte que ha tingut la tecnologia digital:
Els avenços tecnològics s'han tornat en una part essencial de les nostres vides i l'han alterat per complet en molts àmbits de la nostra quotidianitat. Només n'hi ha prou amb analitzar l'organització de la societat actual i veure com la tecnologia està present en cada racó i facilita i alleugereix el procés de producció, comunicació i integració social, entre d'altres.

## Elements
- TV i cable digital
- Fotografia digital
- Comunicació digital
- Telèfons digitals
- Videojocs
- Cafeteres
- Neveres intel·ligents
- Cuines
- Aspiradores
- Compres
- Medicina
- Música digital
- Impressores digitals
- Vídeo digital
- Diners digitals